# ハサン湖
ハサン湖（ハサンこ、ロシア語: озеро Хасан, 英語: Lake Khasan）は、ロシア沿海地方、ハサン地区にある湖である。

## 概要
ハサン湖はウラジオストックの南西130kmに位置し、朝鮮民主主義人民共和国（北朝鮮）および中国との国境線近くにある。面積は2.23平方kmで、Tanbogatyi川が流出している。1938年に張鼓峰事件（ハサン湖事件）が起きている。